# Kanāvand
Kanāvand (persiska: كناوند, كِناوَند, كَنوَند) är en ort i Iran.   Den ligger i provinsen Zanjan, i den nordvästra delen av landet, 300 km väster om huvudstaden Teheran. Kanāvand ligger 1 485 meter över havet och antalet invånare är 484.
Terrängen runt Kanāvand är platt åt nordost, men åt sydväst är den kuperad.Runt Kanāvand är det ganska glesbefolkat, med 47 invånare per kvadratkilometer. Närmaste större samhälle är Esfajīn, 6,7 km söder om Kanāvand. Trakten runt Kanāvand består i huvudsak av gräsmarker.